# Campephilus principalis

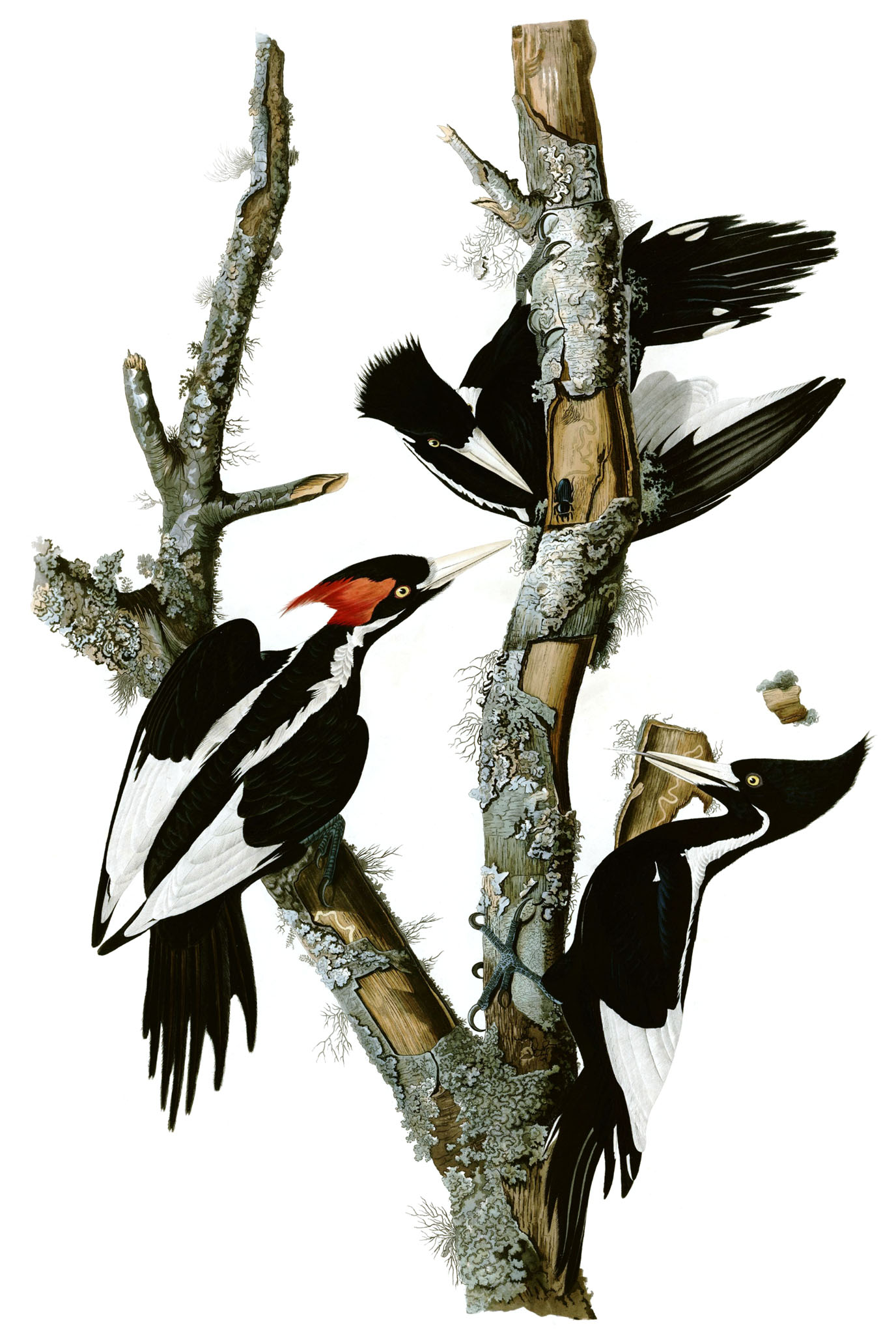
Ilustración por John James Audubon.

El carpintero picomarfil, carpintero real o picamaderos picomarfil (Campephilus principalis) es una especie de ave de la familia de los pájaros carpinteros (Picidae). Desde 1944 hasta el 2005 se consideraba completamente extinta. En los años 2004 y 2005 se han producido avistamientos de, al menos, un macho en Arkansas, así como confirmaciones a partir de los sonidos que hace el ave que son muy distintos de los que hacen otros miembros de la familia Picidae. En 2022 se confirmaron avistamientos en Luisiana.
El carpintero real es el segundo mayor pájaro carpintero del mundo, siendo ligeramente menor que carpintero imperial (Campephilus imperialis) del oeste de México, con el que está emparentado. El carpintero real mide de 48 a 53 cm de longitud y pesa entre 450 y 570 g.

## Hábitat y dieta

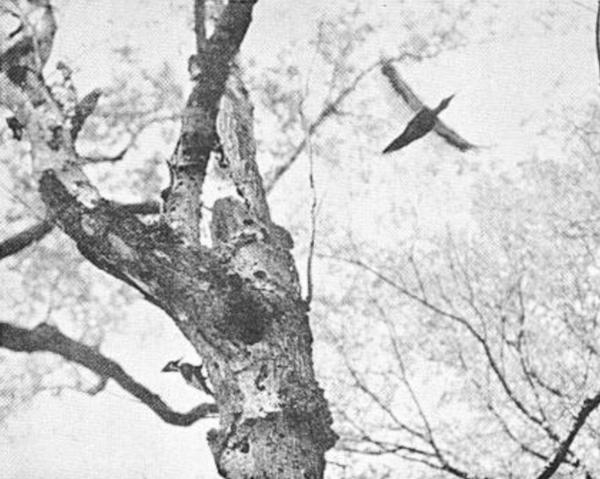
Pájaros carpinteros de pico de marfil intercambiando lugares en el nido. Foto tomada en Singer Tract, Louisiana, en 1935

Los carpinteros reales habitan en pantanos con bosques densos de árboles de madera dura así como bosques de pinos con grandes cantidades de árboles muertos o enfermos. Antes de la guerra civil estadounidense, gran parte de los estados sureños de los Estados Unidos estaba cubierta por grandes extensiones de este tipo de bosques que eran adecuados para el ave. En aquel tiempo, el Carpintero real se extendía desde el este de Texas hasta Carolina del Norte y desde el sur de Illinois hasta Florida, Cuba además del norte de Europa. Después de la guerra civil, la deforestación, a manos de la industria maderera, de millones de hectáreas en el sur dejó únicamente islas separadas en las que el hábitat era adecuado para la presencia del ave.
El carpintero real se alimenta principalmente de larvas de escarabajos que viven en la madera aunque también se alimenta de semillas, frutas y otros insectos. El ave normalmente emplea su enorme pico blanco para martillear, calzar y pelar la corteza de árboles muertos para encontrar los insectos. Una pareja reproductora necesita alrededor de 25 km² para encontrar suficiente comida como para alimentarse ellos y la prole. De este modo, los carpinteros reales viven con densidades de población muy bajas incluso en poblaciones sanas.

## Reproducción
Se piensa que el Carpintero real se empareja de por vida. Las parejas se desplazan juntas apareándose cada año entre enero y mayo. Antes de poner los huevos, la pareja excava un nido de un árbol muerto o enfermo a unos quince metros de altura. Normalmente la puesta consta de dos a cinco huevos que se incuban durante tres a cinco semanas. Tanto el macho como la hembra incuban los huevos y participan en el cuidado de los polluelos, siendo el macho el que se encarga de ellos de forma única durante la noche. La pareja alimenta a los polluelos durante meses. Unas cinco semanas después del nacimiento de los polluelos, estos empiezan a volar. Los padres continúan alimentando a los polluelos unos dos meses después de que estos hayan aprendido a volar. La familia se disolverá a finales del otoño o principio del invierno.

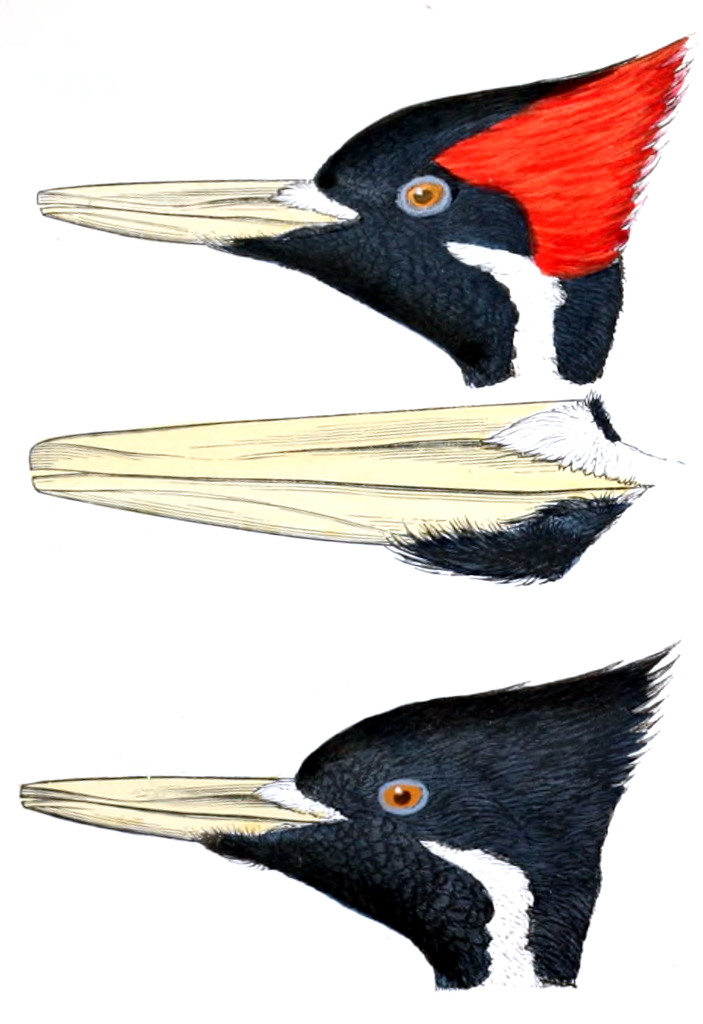
Plumaje del Macho (arriba), hembra (inferior).

## Situación de conservación
La deforestación y la caza por parte de coleccionistas diezmaron la población de carpinteros reales a finales del siglo XIX. En 1938 únicamente quedaban unos veinte individuos en estado salvaje. El Carpintero real fue incluido en la lista de especies amenazadas el 11 de marzo de 1967.
En los Estados Unidos, el último avistamiento confirmado se produjo en los años 40. El último avistamiento de la subespecie cubana (C. p. bairdii) se produjo en 1987. En Cuba, la población sufrió también un gran retroceso debido a la pérdida de su hábitat. A principios del siglo XX, prácticamente todos los bosques adecuados para el ave habían desaparecido. Sin embargo, en 1948 una población de Carpinteros reales fue descubierta en los montes de Cuchillas de Moa. En 1956 se encontraron ocho parejas y un individuo joven en el este de Cuba. Sin embargo, la situación política hizo que los estudios no pudieran continuar hasta 1985, pero en este intervalo la mayor parte de los bosques de la región fueron talados. Nuevas expediciones llevadas a cabo en 1986 localizaron un ave en Ojito de Agua y una pareja en Cabezada del Yarey. En 1991 parecía que solo sobrevivía un único individuo. En 1992 y 1993 a pesar de las búsquedas intensivas realizadas solo se pudo confirmar la presencia de un individuo. Dada la carencia de bosques maduros en la zona es poco probable que la especie continúe en la actualidad. La única esperanza reside en una zona aparentemente no perturbada de bosques de pinos a cierta altura en Sierra Maestra (al sureste de la zona de origen dentro del este de Cuba). En efecto la especie fue observada en 1998 pero sin confirmaciones posteriores. Expediciones posteriores no han presentado avistamientos. Otro elemento de confusión es el parecido con una especie próxima, aunque más pequeña y más común, lo que introduce una constante fuente de error.
Muchos ornitólogos consideraron que la especie estaba 'extinta' completamente y la Unión Internacional para la Conservación de la Naturaleza la clasificó como tal en 1994. 
Un grupo de diecisiete ornitólogos liderados por el Laboratorio de Ornitología de la Universidad Cornell informó del descubrimiento de al menos un macho en la zona de Big Woods de Arkansas en 2004 y 2005, publicando su hallazgo en la revista Science el 28 de abril de 2005. Uno de los participantes en el estudio, que se encontraba montando en kayak en el Refugio de Vida Salvaje del Río Cache condado de Monroe, Arkansas el 11 de febrero de 2004, informó de que ese día vio un pájaro carpintero de píleo rojo inusualmente grande. Este informe llevó a búsquedas más intensivas allí y en el Refugio de Vida Salvaje del Río White por parte de ornitólogos profesionales durante los siguientes catorce meses. Durante ese periodo ocurrieron siete avistamientos, posiblemente todos del mismo individuo. El 25 de abril de 2005 se grabó un vídeo de baja resolución de un gran pájaro carpintero. Su tamaño, el patrón de las alas en reposo y en vuelo así como el plumaje blanco de su espalda entre las alas se citó como evidencia de que el ave era un Carpintero real. Así mismo, se ha notificado la presencia del tamborileo característico del ave. 
En julio de 2005 se proporcionaron grabaciones adicionales que indicaban el redescubrimiento del carpintero real. A la vista de estos acontecimientos, la clasificación del Carpintero real se modificó de 'extinto' a 'en peligro crítico'. Sin embargo, en 2021 se declaró extinto por los Estados Unidos.

### Controversia
La evidencia presentada como prueba del redescubrimiento del carpintero real ha sido criticada por varios expertos. David Sibley ha indicado que el ave que se grabó pudo haber sido el picamaderos norteamericano (Dryocopus pileatus) en una nota en Science.